# Schlosspark Kroměříž

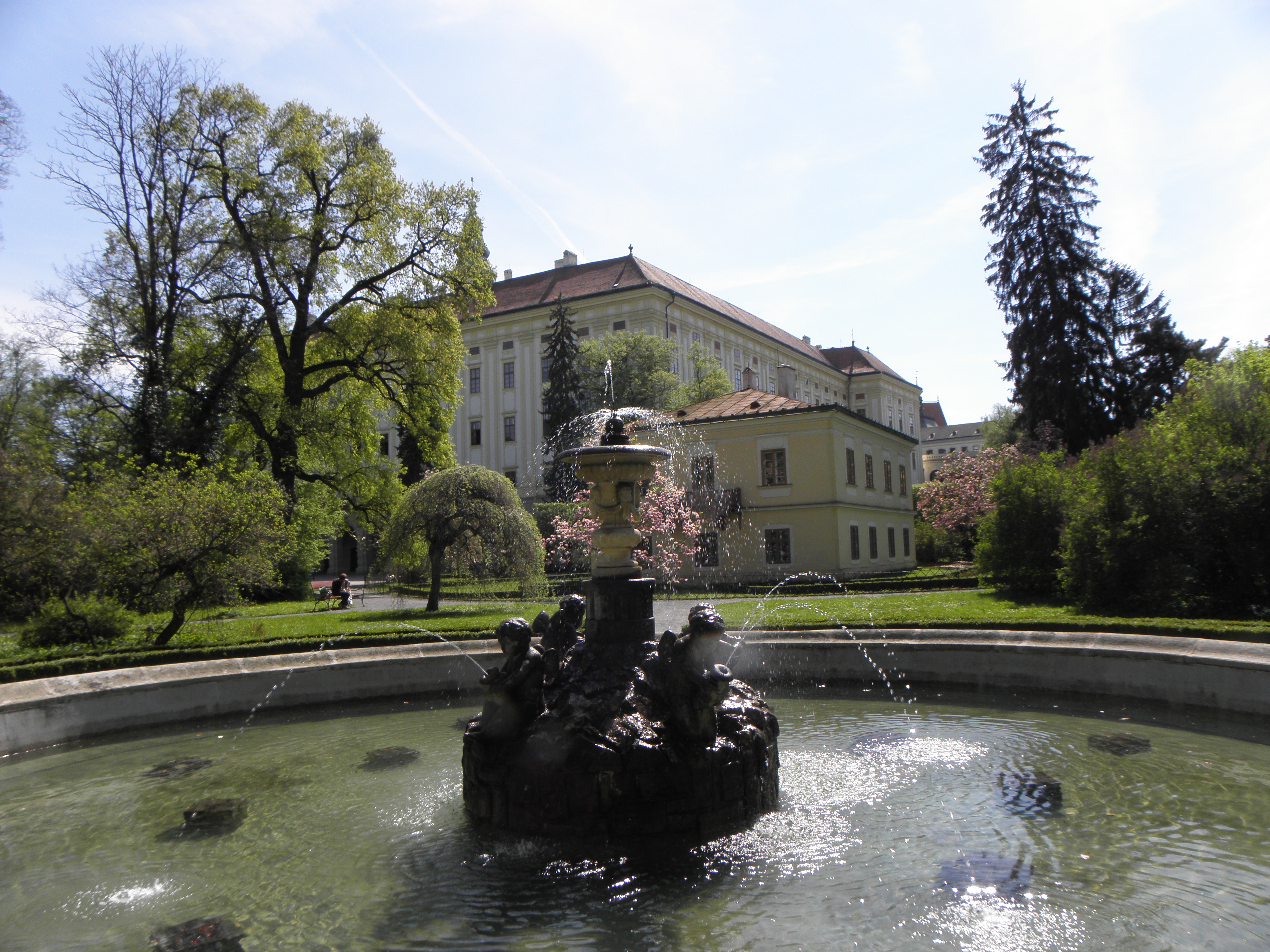
Schloss Kremsier und der Schlosspark

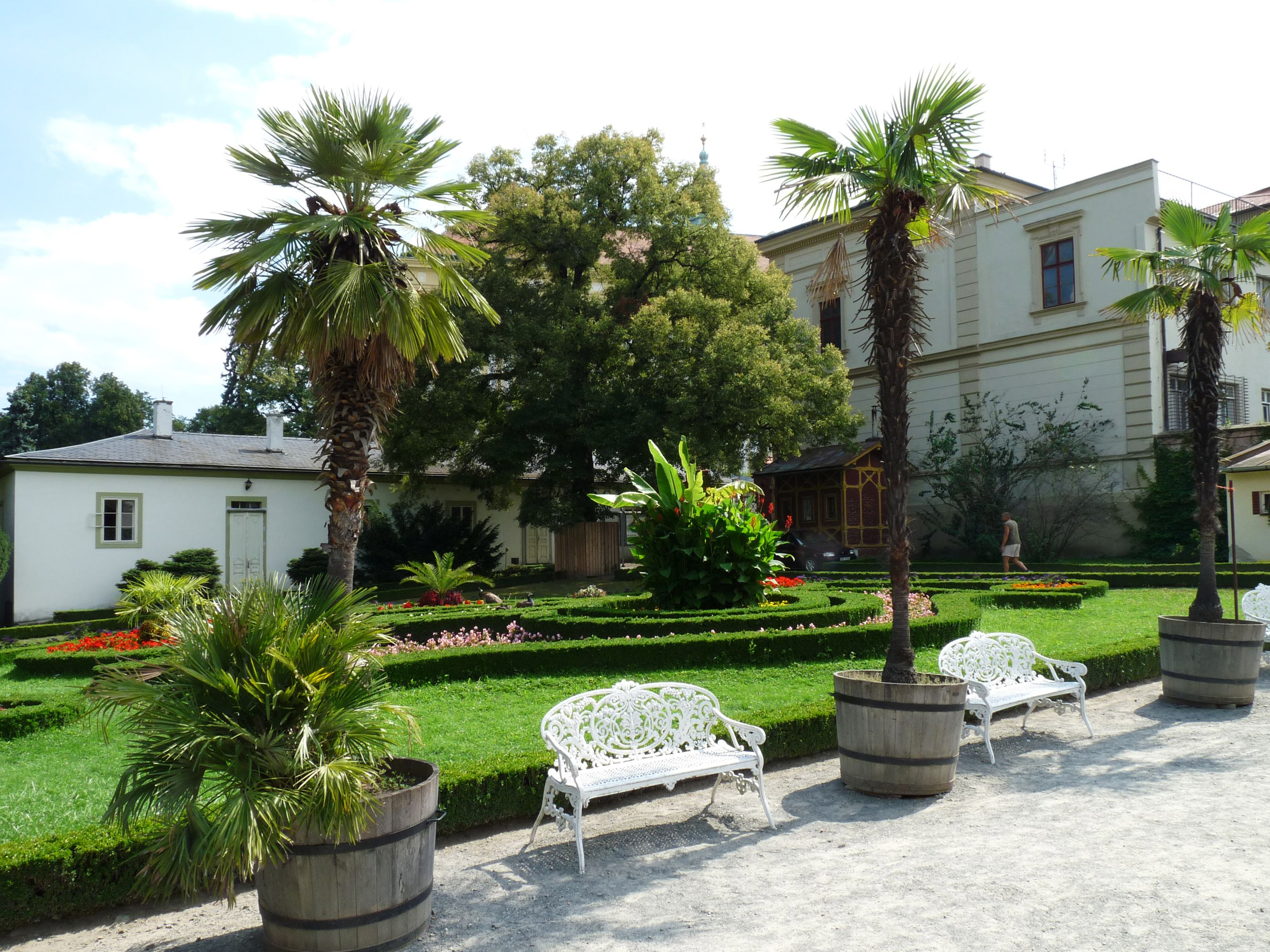
Schlosspark

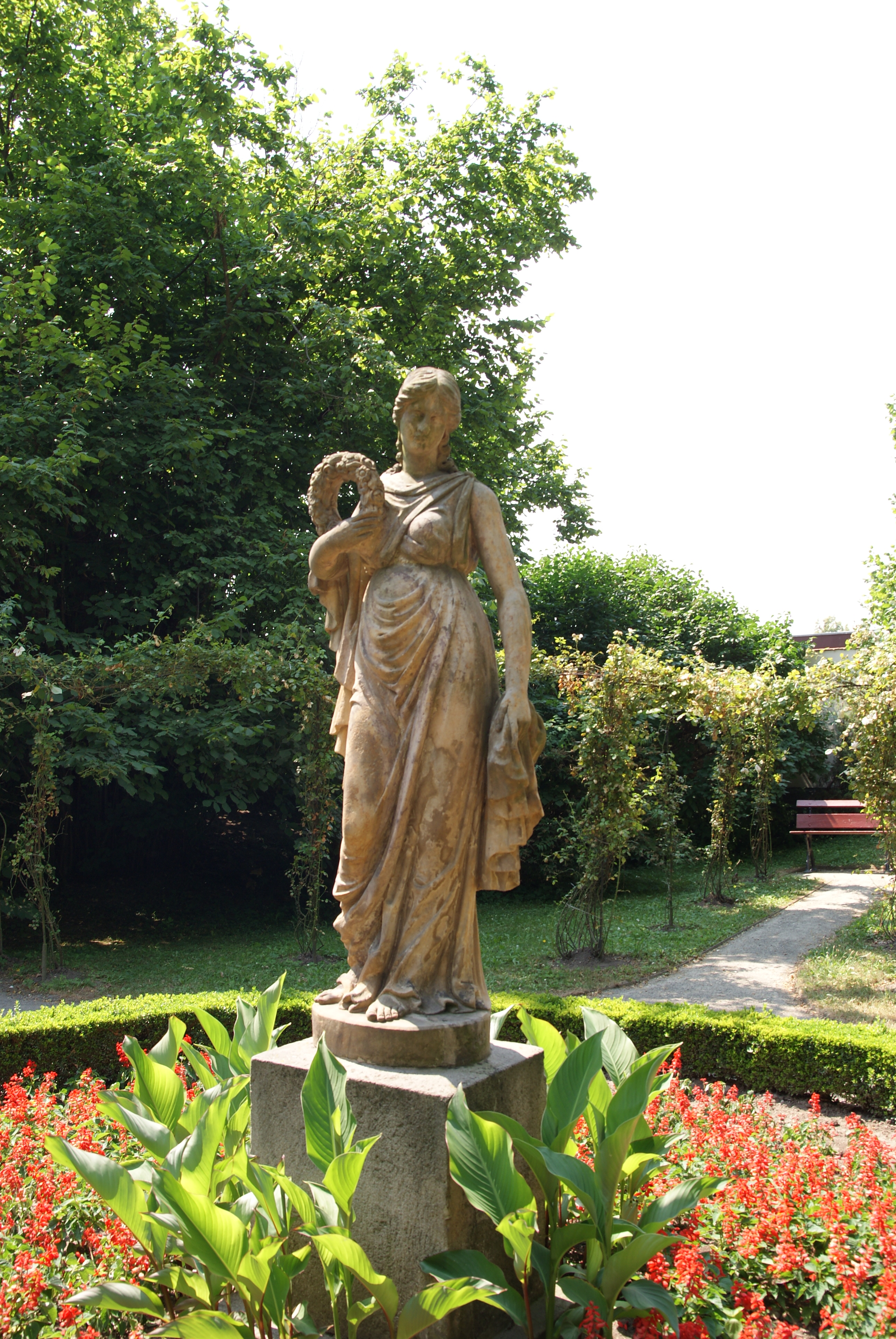
Skulptur der Göttin Flora

Der Schlosspark Kremsier (tschech. Podzámecká zahrada Kroměříž, auch „Podzámka“ genannt) ist der größere der beiden ehemals erzbischöflichen Gärten in Kroměříž (Kremsier). Zusammen mit dem Schloss Kroměříž (ehemals Erzbischöfliches Palais) und dem kleineren Blumengarten gehört er seit 1998 zum UNESCO-Weltkulturerbe. 
Er befindet sich unterhalb des Schlosses und reicht bis zur March (Morava), er hat eine Größe von 47,1 ha. Der älteste Teil bestand bereits im 15. Jahrhundert. 
Im Park gibt es viele wertvolle Bäume, die unter Naturschutz stehen, drei Fischteiche sowie zahlreiche Bauten und Skulpturen: 
- Gartenhaus mit Gastronomie
- Fischer-Pavillon
- Chinesischer Pavillon
- Freundschaftstempel
- Pompejanische Kolonnade
- Colloredo-Kolonnade mit französischem Garten
- Maximilianischer Hof
- Amerikanisches Haus
- Chinesischer Paraplui
- Silberbrücke
- Ruine
- Platanenhain
- Pfauenhof und Voliere
- Obelisk
- Engelsbrunnen
- Römischer Brunnen
- Flora-Skulptur
- Ceres-Skulptur
- Skulpturen der Vier Jahreszeiten
- Büste des Erzbischofs Rudolph Johann Joseph Rainer (1788–1831)
- Büste des Erzbischofs Ferdinand Maria Graf Chotek (1781–1836)
- Büste des Erzbischofs Maximilian Sommerau Beeckh (1769–1853)